# Nikoides danae
Nikoides danae är en kräftdjursart som beskrevs av Paulson 1875. Nikoides danae ingår i släktet Nikoides och familjen Processidae. Inga underarter finns listade i Catalogue of Life.